# Kecskemét polgármestereinek listája
Ezen az oldalon Kecskemét városvezetőinek listája olvasható, beleértve a szocializmus alatti tanácselnököket is. Érdekesség, hogy az ún. alternatió elve szerint régen felváltva voltak a városnak római katolikus és református vallású polgármesterei.

## Polgármesterek a szocializmus időszakáig

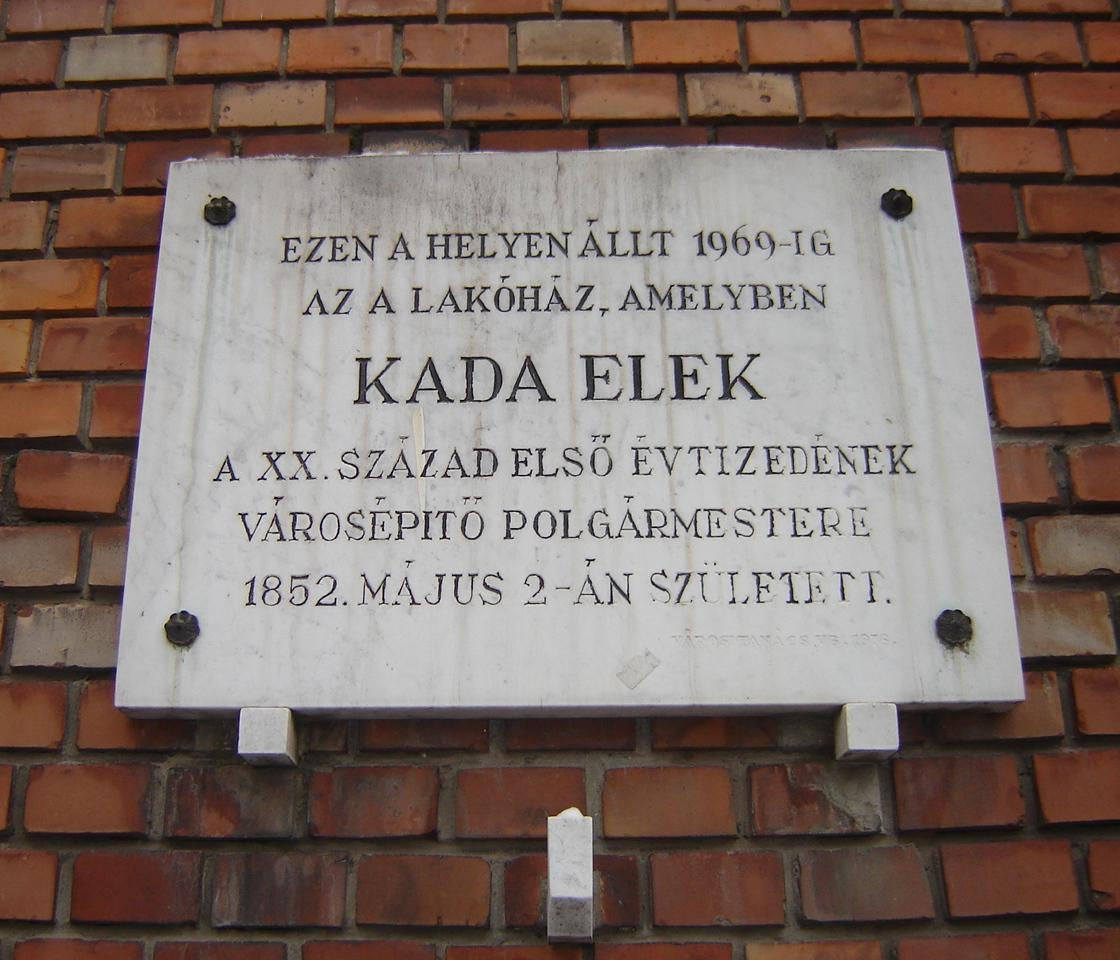
Kada Elek, volt polgármester emléktáblája, az egykori szülőháza helyén álló épület falán

- Hajagos Illés[2] 1848. június 8. – 1849
- Hajagos Illés (másodszor)[3] 1851. július 16.– 1861
- Csányi János[4] 1861. február– 1862
- Hajagos Illés (harmadszor)[3] 1862. november 20.– 1867. május
- Nagy Lajos[5] 1867. május 15. – 1872. április 2.
- id. Bagi László 1872. április 2.– 1878 november
- Búza Kiss Mihály[4] 1878. november 14. – 1880. augusztus 23.
- Lestár Péter[6] 1880. október 29.– 1896. május 31.
- Kada Elek[7] 1897. január 9.– 1913. július 24.
- Sándor István[2] 1913. augusztus 28. – 1919
- Majtényi Miklós 1919–1922
- Zimay Károly[7] 1922. március– 1934. április
- Kiss Endre[3] 1934–1938
- Liszka Béla[2] 1938–1944
- Várady József[8] 1944.  november 1. – 1944.  december 17.
- Tóth László[6] 1944. december 17.– 1948. május 1.

## Tanácselnökök a szocializmus alatt
- Tóth László (másodszor) 1956 október (a városi Nemzeti Bizottság elnöke)
- Reile Géza[9] 1961–1973
- dr Kőrös Gáspár 1973-1974-ig
- Gódor József[10] 1975–1980
- Dr. Adorján Mihály –1990
- Mező Mihály 1981-1986-ig

## A rendszerváltás után

### Polgármesterek
- Dr. Bányai Endre (1990)
- Merász József (1990–1994)
- Katona László (1994–1998)
- Dr. Szécsi Gábor (1998–2006)
- Dr. Zombor Gábor (2006–2014)
- Szemereyné Pataki Klaudia (2014– )

Áttekintő táblázat a város rendszerváltás utáni polgármestereiről
| Név                       | Jelölő szervezet    | Terminus  | Megjegyzés / Források |
| ------------------------- | ------------------- | --------- | --- |
| Merász József             | ...                 | 1990–1994 | Az 1990-es polgármester-választásról a Nemzeti Választási Iroda publikus nyilvántartása alapján csak annak végeredménye állapítható meg. |
| Katona László             | MDF-KDNP-FKgP-MIÉP) | 1994–1998 | Az 1994-es választási eredmények: |
| Dr. Szécsi Gábor István   | Fidesz-MDF-VP       | 1998–2006 | Az 1998-as választási eredmények: |
| Dr. Szécsi Gábor István   | Fidesz, MDF         | 1998–2006 | A 2002-es választási eredmények: |
| Dr. Zombor Gábor          | Fidesz              | 2006–2014 | A 2006-os választási eredmények: |
| Dr. Zombor Gábor          | Fidesz-KDNP         | 2006–2014 | A 2010-es választási eredmények: |
| Szemereyné Pataki Klaudia | Fidesz-KDNP         | 2014–     | A 2014-es választási eredmények: |
| Szemereyné Pataki Klaudia | Fidesz-KDNP         | 2014–     | A 2019-es választási eredmények: |
| Szemereyné Pataki Klaudia | Fidesz-KDNP         | 2014–     | A 2024-es választási eredmények: |

### Polgármesteri választások
Kecskeméten a rendszerváltás után az alábbi eredményeket hozták a polgármesteri választások:

#### 1994
| Jelölt neve    | Jelölő szervezet | Szavazatok száma | Szavazatok aránya |
| -------------- | --- | ---------------- | ----------------- |
| Katona László  | Magyar Demokrata Fórum, Kereszténydemokrata Néppárt, Független Kisgazda-, Földmunkás- és Polgári Párt, Magyar Igazság és Élet Pártja | 6 843            | 30,84%            |
| Szűcs Tibor    | Magyar Szocialista Párt | 4 510            | 20,32%            |
| Kőtörő Miklós  | Szabad Demokraták Szövetsége | 4 412            | 19,88%            |
| Benkó Zoltán   | független | 3 605            | 16,25%            |
| Magyar László  | Vállalkozók Pártja | 1 301            | 5,85%             |
| Nyitray András | Fiatal Demokraták Szövetsége | 897              | 4,04%             |
| Pénzely László | Kecskeméti Lokálpatrióták | 616              | 2,77%             |
| Összesen       | | 22 1841          | 100%              |

1Csak az érvényes szavazatok száma (jelölteknél szintén) – érvénytelen szavazatok száma: 334

#### 1998
| Jelölt neve           | Jelölő szervezet                                                         | Szavazatok száma | Szavazatok aránya |
| --------------------- | ------------------------------------------------------------------------ | ---------------- | ----------------- |
| Szécsi Gábor          | Fidesz – Magyar Polgári Párt, Magyar Demokrata Fórum, Vállalkozók Pártja | 9 524            | 35,12%            |
| Brúszel László        | Magyar Szocialista Párt                                                  | 6 138            | 22,63%            |
| Adorján Mihály        | Szabad Demokraták Szövetsége                                             | 3 986            | 14,69%            |
| Katona László         | Kecskeméti Lokálpatrióták                                                | 3 686            | 13,59%            |
| Kövesdi Ferenc Miklós | Független Kisgazda-, Földmunkás- és Polgári Párt                         | 2 006            | 7,39%             |
| Szigethy Béla Sándor  | Szövetség az Európai Kecskemétért                                        | 1 777            | 6,55%             |
| Összesen              |                                                                          | 27 1171          | 100%              |

1Csak az érvényes szavazatok száma (jelölteknél szintén) – érvénytelen szavazatok száma: 363

#### 2002
| Jelölt neve    | Jelölő szervezet                                      | Szavazatok száma | Szavazatok aránya |
| -------------- | ----------------------------------------------------- | ---------------- | ----------------- |
| Szécsi Gábor   | Fidesz – Magyar Polgári Párt, Magyar Demokrata Fórum  | 17 085           | 49,90%            |
| Brúszel László | Magyar Szocialista Párt, Szabad Demokraták Szövetsége | 11 355           | 33,16%            |
| Merász József  | független                                             | 4 232            | 12,36%            |
| Szabó Attila   | Szövetség az Európai Kecskemétért                     | 889              | 2,59%             |
| Hetényi István | Magyar Igazság és Élet Pártja                         | 675              | 1,97%             |
| Összesen       |                                                       | 34 2361          | 100%              |

1Csak az érvényes szavazatok száma (jelölteknél szintén) – érvénytelen szavazatok száma: 253

#### 2006
| Jelölt neve    | Jelölő szervezet                                      | Szavazatok száma | Szavazatok aránya |
| -------------- | ----------------------------------------------------- | ---------------- | ----------------- |
| Zombor Gábor   | Fidesz – Magyar Polgári Szövetség                     | 24 238           | 58,09%            |
| Szécsi Gábor   | Magyar Szocialista Párt, Szabad Demokraták Szövetsége | 16 641           | 39,88%            |
| Gavaldi István | Magyar Demokrata Fórum                                | 535              | 1,28%             |
| Tóth Sándor    | Jobbik Magyarországért Mozgalom                       | 307              | 0,73%             |
| Összesen       |                                                       | 41 7211          | 100%              |

1Csak az érvényes szavazatok száma (jelölteknél szintén) – érvénytelen szavazatok száma: 292

#### 2010
| Jelölt neve   | Jelölő szervezet                  | Szavazatok száma | Szavazatok aránya |
| ------------- | --------------------------------- | ---------------- | ----------------- |
| Zombor Gábor  | Fidesz – Magyar Polgári Szövetség | 23 085           | 79,12%            |
| Király József | Magyar Szocialista Párt           | 6 094            | 20,88%            |
| Összesen      |                                   | 29 6541          | 100%              |

1Csak az érvényes szavazatok száma (jelölteknél szintén) – érvénytelen szavazatok száma: 475

#### 2014
| Jelölt neve               | Jelölő szervezet                                          | Szavazatok száma | Szavazatok aránya |
| ------------------------- | --------------------------------------------------------- | ---------------- | ----------------- |
| Szemereyné Pataki Klaudia | Fidesz – Magyar Polgári Párt, Kereszténydemokrata Néppárt | 15 930           | 59,31%            |
| Hugyecz Zoltán            | független                                                 | 6 058            | 22,55%            |
| Süli Csontos Ottó László  | Jobbik Magyarországért Mozgalom                           | 2 643            | 9,84%             |
| Fejes Ferenc              | Lehet Más a Politika                                      | 2 229            | 8,3%              |
| Összesen                  |                                                           | 26 8601          | 100%              |

1Csak az érvényes szavazatok száma (jelölteknél szintén) – érvénytelen szavazatok száma: 868

## Kecskemét főispánjai
Kecskemét főispánjainak listája:
- Dani Ferenc 1871. augusztus 13. – 1875.
- Balásfalvi Kiss Miklós 1875. – 1877.
- Szapáry István 1880. április 25. – 1890. október
- Benlczky Ferenc 1890. – 1905. április 12.
- Gulner Gyula 1906. április 26. – 1909. december 18.
- Ráday Gedeon 1910. – 1917.
- Patay Tibor 1917. július – 1918. ősz
- Kégl János 1919. február 25. – 1919. március 21.
- Balásfalvi Kiss Ferenc: 1919. augusztus 14. – 1919. október 15.
- Zsitvay Tibor 1919. – 1920.
- Fáy István 1920. szeptember 9. – 1938.
- Kiss Endre 1938. – ?
- Horváth Ödön 1944. ápr. 26. – ?

## Kecskemét városparancsnokai
- Sinkó Ervin (1919)